# Agrostis amaicensis
Agrostis amaicensis é uma espécie de gramínea do gênero Agrostis, pertencente à família Poaceae.